# Petite rivière Cap-Chat Est
Pour les articles homonymes, voir Cap-Chat (homonymie) et chat (homonymie).
La Petite rivière Cap-Chat Est est un affluent de la rive est de la petite rivière Cap-Chat laquelle coule vers le nord jusqu'à la rive sud-est de la rivière Cap-Chat ; cette dernière coule vers le nord jusqu'au littoral sud du Fleuve Saint-Laurent où elle se déverse à la hauteur de Cap-Chat.
La Petite rivière Cap-Chat Est coule vers le nord dans le canton de Faribault (Rivière-Bonjour (territoire non organisé), comté de Matane) et dans le canton de Romieu (municipalité de Cap-Chat, comté de Gaspé-ouest), dans la municipalité régionale de comté (MRC) de La Haute-Gaspésie, dans la région administrative de la Gaspésie–Îles-de-la-Madeleine, au Québec, au Canada.

## Géographie
La Petite rivière Cap-Chat Est prend sa source de ruisseaux de montagne, dans les monts Chic-Chocs, situé au centre de la péninsule gaspésienne. Cette source est située en zone forestière et montagneuse, à 18,6 km au sud-est du littoral sud-est du fleuve Saint-Laurent, à 0,8 km au sud-est de la limite du canton de Romieu (comté de Gaspé-Ouest) dans la réserve faunique des Chic-Chocs.
À partir de sa source, la Petite rivière Cap-Chat Est coule sur 7,3 km, répartis selon les segments suivants :
- 1,0 km vers le nord dans le canton de Faribault, jusqu'à la limite du canton de Romieu ;
- 6,3 km vers le nord, jusqu'à sa confluence[2].

La Petite rivière Cap-Chat Est se déverse sur la rive est de la petite rivière Cap-Chat.

## Toponymie
Le terme « Cap-Chat » se réfère à un ensemble de désignation de lieux de la région de Cap-Chat : seigneurie, deux zecs, canton, ville, anse, routes et rues, rivières, pointe, canyon et butte.
Le toponyme « Petite rivière Cap-Chat Est » a été officialisé le 5 décembre 1968 à la Banque des noms de lieux de la Commission de toponymie du Québec.